# 狂虎危城
《狂虎危城》（英語：Mutant Tiger）是一部中國大陸網路電影，由刘文普執導，謝苗、洪佳宁主演，天津轻刀快马影业有限公司、上海联瑞小树苗影业有限公司、北京集智映像影视文化有限公司出品。2022年9月15日在腾讯视频、优酷播出。

## 劇情
明朝年間，權傾朝野的司禮監秉筆太監龐德忠為求重振雄風，而下令在边陲小城涼城設立獵場，猎捕猛虎用於煉製「虎元金丹」，不料過程中致使老虎變異，變得狂躁且不畏疼痛，當地虎群紛紛被感染。
另一方面，锦衣卫百户张柳成帶著救出的忠良之後歡兒逃亡至涼城，欲尋找在當地當獵戶的弟弟張柳成，卻遇上了數百隻變異老虎圍攻涼城、肆意屠戮城中居民……

## 演員
| 演員   | 角色             | 備註                               |
| 謝苗   | 張柳成           | 锦衣卫百户                         |
| 謝苗   | 張柳平           | 獵戶，張柳成之弟                   |
| 洪佳宁 | 吳英             |                                    |
| 井妍喬 | 楊歡             |                                    |
| 史梓辰 | 王謙             |                                    |
| 向皓   | 大档头           |                                    |
| 张皓森 | 二档头           |                                    |
| 王煜凯 | 三档头           |                                    |
| 彦杰   | 锦衣卫千户       |                                    |
| 金蒲   | 茶白             |                                    |
| 靳庆玲 | 艾绿             |                                    |
| 侯梦   | 琥珀             |                                    |
| 明晓曦 | 庞公公（龐德忠） | 司禮監秉筆太監                     |
| 魏劲松 | 術士             | 為庞公公煉製虎元金丹，終被老虎咬死 |
| 喻庆辉 | 杨子清           |                                    |

## 外部連結
- 豆瓣电影上《狂虎危城》的資料 （简体中文）